# Ньюкасл-апон-Тайн (избирательный округ)

Расположение Тайна и Уира на карте Великобритании

Границы округа на карте Тайна и Уира в 2010

Избира́тельный о́круг Ньюка́сл на Тайне Восто́чный  (Newcastle upon Tyne Easт) —  городской избирательный округ по избранию члена палаты общин британского парламента согласно мажоритарной избирательной системе.

## Границы
Округ существовал с 1918 по 1997, а затем был упразднен.
После инспекции представительства  в парламенте графства Тайн и Уир в 2005  Комиссия по границам избирательный округов в Англии восстановила избирательный округ Ньюкасл на Тайне Восточный с 2010 года. Этот округ заменил Избирательный округ  Ньюкасл на Тайне Восточный и Волсенд, причем Волсенд присоединен к соседнему округу Северного Тайнсайда.
Избирательные участки округа находятся в черте города Ньюкасла: Байкер, Дин, Норс Хитон, Норс Джесмонд, Саус Хитон, Саус Джесмонд,  Волкер и Волкргейт.

## Члены парламента
| Год        | Член парламента      | Партия                                                       |                                                              |
| ---------- | -------------------- | ------------------------------------------------------------ | ------------------------------------------------------------ |
| 1918       | Гарри Барнс          | Либеральные демократы                                        |                                                              |
| 1922       | Джосеф Николас Белл  | Лейбористы                                                   |                                                              |
| 1923       | Артур Хендерсон      | Лейбористы                                                   |                                                              |
| 1923       | Сэр Роберт Аск       | Либеральные демократы                                        |                                                              |
| 1924       | Мартин Генри Конноли | Лейбористы                                                   |                                                              |
| 1929, 1931 | Сэр Роберт Аск       | Либеральные демократы                                        |                                                              |
| 1945       | Артур Бленкинстоп    | Лейбористы                                                   |                                                              |
| 1959       | Фергюс Монстгомери   | Консерваторы                                                 |                                                              |
| 1964       | Джефри Родес         | Лейбористы                                                   |                                                              |
| 1974       | Майк Томас           | Лейбористы                                                   |                                                              |
| 1981       | Майк Томас           | Социальные демократы                                         |                                                              |
| 1983       | Ник Браун            | Лейбористы                                                   |                                                              |
| 1997       | 1997                 | Избирательный округ упразднен, см Ньюкасл на Тайне и Волсенд | Избирательный округ упразднен, см Ньюкасл на Тайне и Волсенд |
| 2010       | Ник Браун            | Лейбористы                                                   |                                                              |